# Спеціальний самохідний рухомий склад
Спеціальний самохідний рухомий склад — залізничний рухомий склад (мотовози, дрезини, спеціальні автомотриси, самохідні машини) для перевезення матеріалів, потрібних для виконання робіт, або доставки працівників підрозділів до місця робіт, залізнично-будівельні машини, що мають автономний двигун  з тяговим приводом у транспортному режимі. Цей рухомий склад використовується для обслуговування пристроїв і устаткування залізниць: колії, контактної мережі і пристроїв енергопостачання, пристроїв зв'язку централізації та блокування. Обов'язковою ознакою такого рухомого складу є наявність власної тягово-енергетичної установки.
На спеціальному самохідному  рухомому  складі можуть встановлюватися крани-укосини, електрогенератори для живлення механізованого колійного інструменту, зварювальні генератори, маніпулятори, бури.

## Класифікація
В наш час, спеціальний рухомий склад можна розділити на види залежно від виконуваних ними функцій на:
- Снігоочисну техніку для залізниць
- Шляхові машини будівництва, діагностики і ремонту залізничного полотна і шляхового обладнання
- Спеціальні наукові та військові рухомі склади
- Рухомі склади шахт і кар'єрів видобутку корисних копалин
- Самохідні машини, дрезини.